# Elionor Dorotea d'Anhalt-Dessau
Elionor Dorotea d'Anhalt-Dessau (en alemany Eleonore Dorothea von Anhalt-Dessau) va néixer a Dessau (Alemanya) el 16 de febrer de 1602 i va morir a Weimar el 26 de desembre de 1664. Era una noble alemanya de la casa d'Ascània, filla del príncep Joan Jordi I (1567-1618) i de la comtessa palatina Dorotea de Wittelsbach (1581-1631).

## Matrimoni i fills
El 23 de maig de 1625 es va casar a Weimar amb Guillem de Saxònia-Weimar (1598-1662), fill del duc de Saxònia-Weimar Joan II (1570-1605) i de la princesa Dorotea Maria d'Anhalt (1574-1617). El matrimoni va tenir nou fills:
- Guillem, nascut i mort el 1626.
- Joan Ernest (1627-1683), casat amb Cristina Elisabet de Schleswig-Holstein-Sonderburg (1638-1679).
- Joan Guillem (1630-1639).
- Adolf Guillem (1632-1668), casat amb Elisabet de Brunsvic-Wolfenbüttel (1638-1687).
- Joan Jordi (1634-1686), casat amb Joana de Sayn-Wittgenstein (1626-1701).
- Guillemina Elionor (1636-1653).
- Bernat (1638-1678), casat amb Maria Carlota de La Trémoille (1632-1682).
- Frederic (1640-1656).
- Dorotea Maria (1641-1675), casada amb Maurici de Saxònia-Zeitz (1619-1681).